# (29504) 1997 WS44
A (29504) 1997 WS44 a Naprendszer kisbolygóövében található aszteroida. A LINEAR projekt keretében fedezték fel 1997. november 29-én.